# Budy Dzierążyńskie
Budy Dzierążyńskie (prononciation [ˈbudɨ d͡ʑɛrɔ̃ˈʐɨɲskʲɛ]) est un village de la gmina de Krynice, du powiat de Tomaszów Lubelski, dans la voïvodie de Lublin, situé dans l'est de la Pologne.

## Administration
De 1975 à 1998, le village est attaché administrativement à l'ancienne voïvodie de Zamość.

Depuis 1999, il fait partie de la nouvelle voïvodie de Lublin.